# Dreiband-Weltmeisterschaft 1966

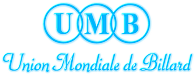
Logo UMB (ausrichtender Verband)

Veranstaltungsort: Buenos Aires

Die Dreiband-Weltmeisterschaft 1966 war das 21. Turnier in dieser Disziplin des Karambolagebillards und fand vom 22. bis 29. Oktober 1965 in Buenos Aires statt. Es war die Weltmeisterschaft für die Spielsaison 1965/66. Bis jetzt das einzige Mal das zwei Dreiband-WM's in einem Kalenderjahr stattfanden. Es war die fünfte Dreiband-Weltmeisterschaft in Argentinien.

## Geschichte
Raymond Ceulemans sicherte sich den vierten WM-Titel Dreiband in Folge souverän mit wieder 8 gewonnenen Partien. Das Niveau des Turniers war aber nicht sehr hoch. Es nahmen nur zwei Europäer am Turnier teil. Trotzdem war die Veranstaltung sehr gut besucht. Am Finaltag musste der Saal wegen Überfüllung geschlossen werden.

## Modus
Gespielt wurde „Jeder gegen Jeden“ bis 60 Punkte.

## Abschlusstabelle

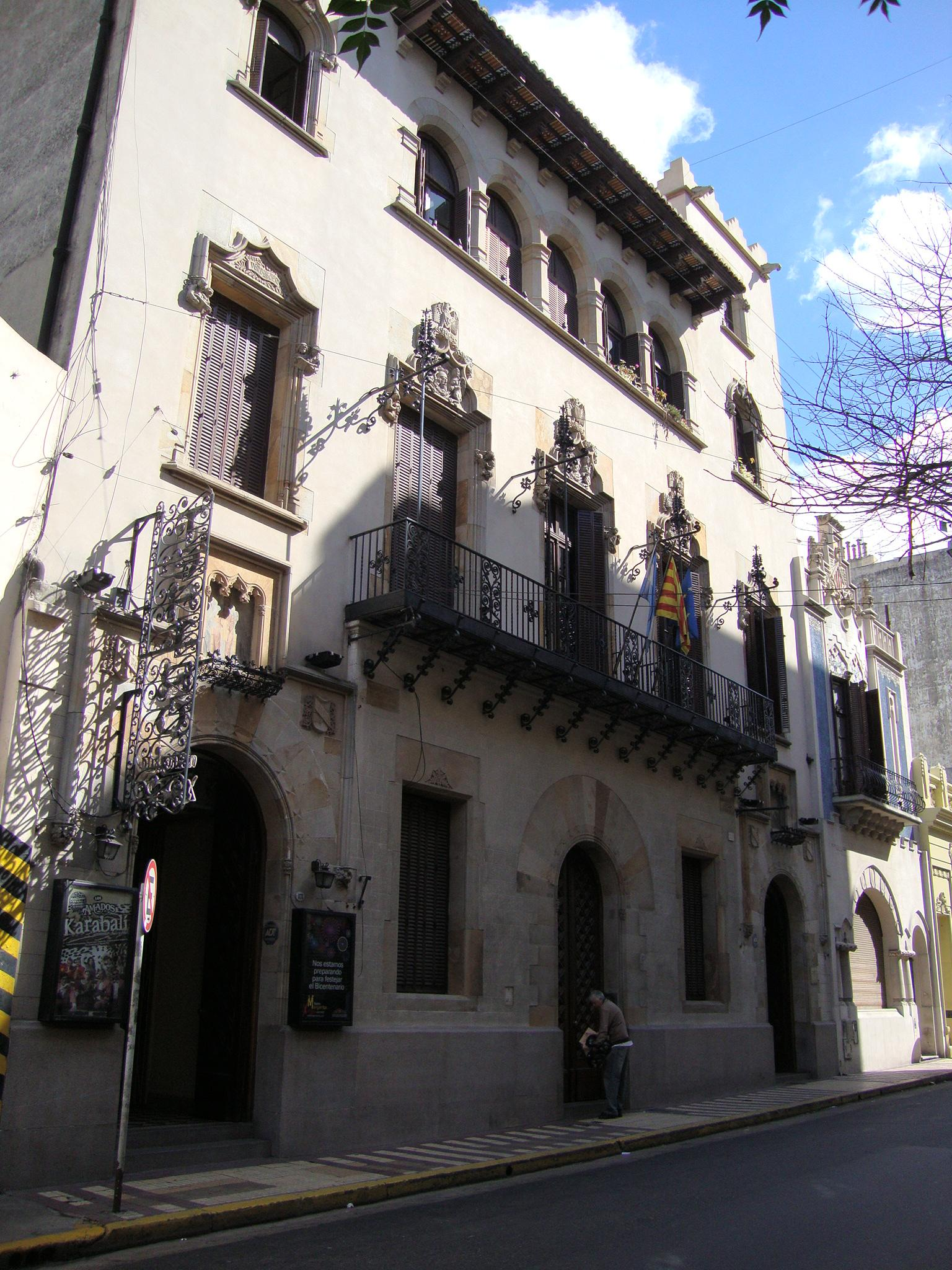
Fassade Casal de Cataluna

| MP    | Match Points (Sieger = 2; Unentschieden = 1; Verlierer = 0) |
| Pkte. | Erzielte Karambolagen                                       |
| Aufn. | Benötigte Versuche                                          |
| GD    | Generaldurchschnitt                                         |
| BED   | Bester Einzeldurchschnitt eines Spielers                    |
| HS    | Höchstserie                                                 |
|       | Bester GD des Turniers                                      |
|       | Bester ED des Turniers                                      |
|       | Beste HS des Turniers                                       |
|       | 1. Platz (Gold)                                             |
|       | 2. Platz (Silber)                                           |
|       | 3. Platz (Bronze)                                           |

| Platz                      | Name               | MP   | Pkte. | Aufn. | GD    | BED   | HS |
| -------------------------- | ------------------ | ---- | ----- | ----- | ----- | ----- | -- |
| 1                          | Raymond Ceulemans  | 16:0 | 480   | 403   | 1,191 | 1,428 | 10 |
| 2                          | Enrique Navarra    | 14:2 | 460   | 457   | 1,006 | 1,153 | 10 |
| 3                          | Alfonso Gonzales   | 10:6 | 440   | 501   | 0,878 | 1,714 | 13 |
| 4                          | Kōya Ogata         | 8:8  | 449   | 505   | 0,889 | 1,250 | 8  |
| 5                          | Johann Scherz      | 8:8  | 400   | 460   | 0,869 | 1,428 | 8  |
| 6                          | Galo Legarda       | 8:8  | 431   | 580   | 0,743 | 0,952 | 8  |
| 7                          | Carlos Friedenthal | 6:10 | 390   | 467   | 0,835 | 1,034 | 8  |
| 8                          | Alvaro Cabrera     | 1:15 | 327   | 532   | 0,614 | 0,526 | 5  |
| 9                          | Arnoldo Pinto      | 1:15 | 300   | 595   | 0,504 | 0,526 | 6  |
| Turnierdurchschnitt: 0,817 |                    |      |       |       |       |       |    |